# Bashar Resan
Bashar Resan Bonyan, noto semplicemente come Bashar Resan (in arabo بشار رسن‎?; Baghdad, 22 dicembre 1996), è un calciatore iracheno, centrocampista del Paxtakor e della nazionale irachena.

## Caratteristiche tecniche
È un trequartista.

## Carriera

### Nazionale
Con la nazionale irachena ha preso parte alla Coppa d'Asia 2019.

## Palmarès

### Club

#### Competizioni nazionali
- Supercoppa d'Iran: 4

Persepolis: 2017, 2018, 2019, 2020
- Campionato iraniano: 3

Persepolis: 2017-2018, 2018-2019, 2019-2020
- Coppa d'Iran: 1

Persepolis: 2018-2019

### Nazionale
- Giochi asiatici: 1

2014